# 古屋一仁
古屋 一仁（ふるや かずひと、1948年2月 - ） は、日本の電子工学者。東京工業大学名誉教授。元東京工業高等専門学校校長。元全国高等専門学校連合会会長。

## 人物・経歴
山梨県生まれ。1966年東京都立大泉高等学校卒業。1970年東京工業大学理工学部電子工学科卒業。1972年東京工業大学大学院理工学研究科電子物理工学専攻修士課程修了。1975年東京工業大学大学院理工学研究科電子物理工学専攻博士課程修了、東京工業大学工学部助手。1978年東京工業大学工学部助教授。1980年ベル研究所コンサルタント。1990年東京工業大学大学院理工学研究科教授。
1998年東京工業大学量子効果エレクトロニクス研究センター長。1999年東京工業大学評議員。2004年電子情報通信学会フェロー。2009年IEEEフェロー、応用物理学会フェロー。2010年東京工業大学名誉教授。同年から東京工業高等専門学校校長を務め、全国高等専門学校連合会会長、国立高等専門学校機構理事も兼務した。また、全日本学生児童発明くふう展審査委員長なども務めた。

## 栄典
- 2023年4月 瑞宝中綬章受章[9]